# Mike Tindall
Michael James Tindall, MBE (* 18. října 1978, Otley, West Yorkshire) je bývalý anglický hráč ragby a manžel Zary Phillips, nejstarší vnučky Alžběty II. Během své kariéry hrál například za Bath nebo Gloucester a v roce 2003 se účastnil mistrovství světa, kde anglický tým zvítězil.

## Osobní život

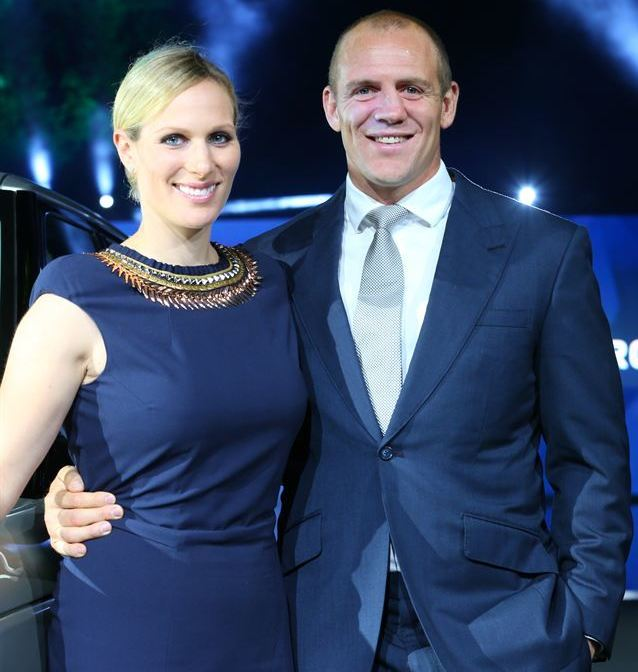
Tindall s manželkou Zarou

Mike James Tindall se narodil 18. října 1978 v Otley ve West Yorkshiru do rodiny Lindy Shepherdové, sociální pracovnice, a jejího manžela Philipa Tindalla. Philip Tindall byl také ragbista a byl kapitánem týmu města Otley. Mike studoval na Gymnáziu královny Alžběty ve Wakefieldu.
Se Zarou Phillips, jedinou dcerou britské princezny Anny a jejího prvního manžela Marka Phillipse, se poprvé setkal na mistrovství světa v rugby v roce 2003, které se konalo v Austrálii. 21. prosince 2010 pak dvojice oznámila zasnoubení a během května následujícího roku dala ke sňatku svolení i Zařina babička Alžběta II.
Svatba se konala 30. července 2011 v Edinburghu za účasti všech členů královské rodiny. Od dva roky později, 8. července 2013, manželé oznámili, že čekají první dítě a 17. ledna 2014 Zara porodila dceru, Miu Grace Tindall. Ta byla pokřtěna 30. listopadu 2014 v obci Cherington. Následovala další dvě těhotenství, která ale skončila potratem. Až třetí bylo úspěšné a 18. června 2018 se páru narodila druhá dcera, pojmenovaná Lena Elizabeth Tindall. V prosinci bylo oznámeno, že Michael a jeho manželka Zara očekávají třetí dítě. Dne 21. března se manželům narodil syn, dostal jméno Lucas Philip Tindall.
Tindall má celkem dvě trestní odsouzení za řízení pod vlivem alkoholu, přičemž kvůli prvnímu incidentu byl v roce 2000 odloučen k 16 měsícům na lavičce. V lednu 2009 byl znovu odsouzen za opilost při řízení a dostal zákaz řízení na tři roky a pokutu 500 £.
Aktivně se věnuje charitě a zastával funkci ambasadora několika charitativních projektů. Od roku 2013 je hlavním moderátorem charitativní akce ISPS HANDA Mike Tindall Celebrity Golf Classic, během které hraje golf se známými osobnostmi z různých oborů. Účelem je vybrání peněz pro zdravotně postižené nebo léčbu Parkinsonovy choroby.

## Kariéra

### Bath Rugby

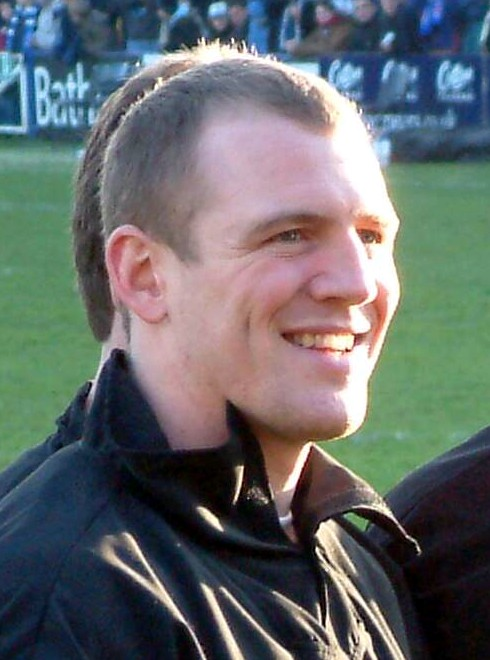
Mike Tindall v roce 2005

Tindall se o ragby zajímal již jako mladý a jako osmnáctiletý, v roce 1997, se přihlásil jako člen týmu Bath Rugby. V té době za tým hráli i známí ragbisté Jeremy Guscott a Phil de Glanville. Pravidelně ale začal Tindall hrát až po mistrovství světa v ragby 1999. Jeho debutovým zápasem na mistrovství byl zápas proti Irsku v Twickenhamu v roce 2000.
Navzdory kritice získal společně s Willem Greenwoodem středovou pozici na mistrovství světa v ragby 2003. Získal dres s číslem 12, zatímco Greenwood dostal 13. Problém nastal při samotném zápase, kdy Greenwood odmítl vzít si svůj dres z pověrčivých důvodů. Tindall se proto rozhodl, že si s ním dres vymění, což při zápase značně mátlo diváky i rozhodčí. Se svým týmem na Mistrovství světa zvítězil.
V roce 2005 vynechal účast na Poháru šesti národů kvůli zranění nohy a následně se nemohl účastnit ani několika zápasů. Po delší rehabilitaci se Tindall k ragby vrátil ještě ten rok. Krátce nato Tindallovy vypršela smlouva s klubem a byl nucen odstoupit, především kvůli obavám Andrewa Brownsworda, který si myslel, že je již Tindall moc starý a nemá dobrý zdravotní stav. Po osmi letech proto Mike z tohoto týmů odešel a za 150 000 £ podepsal smlouvu s klubem Gloucester Rugby.

### Gloucester Rugby

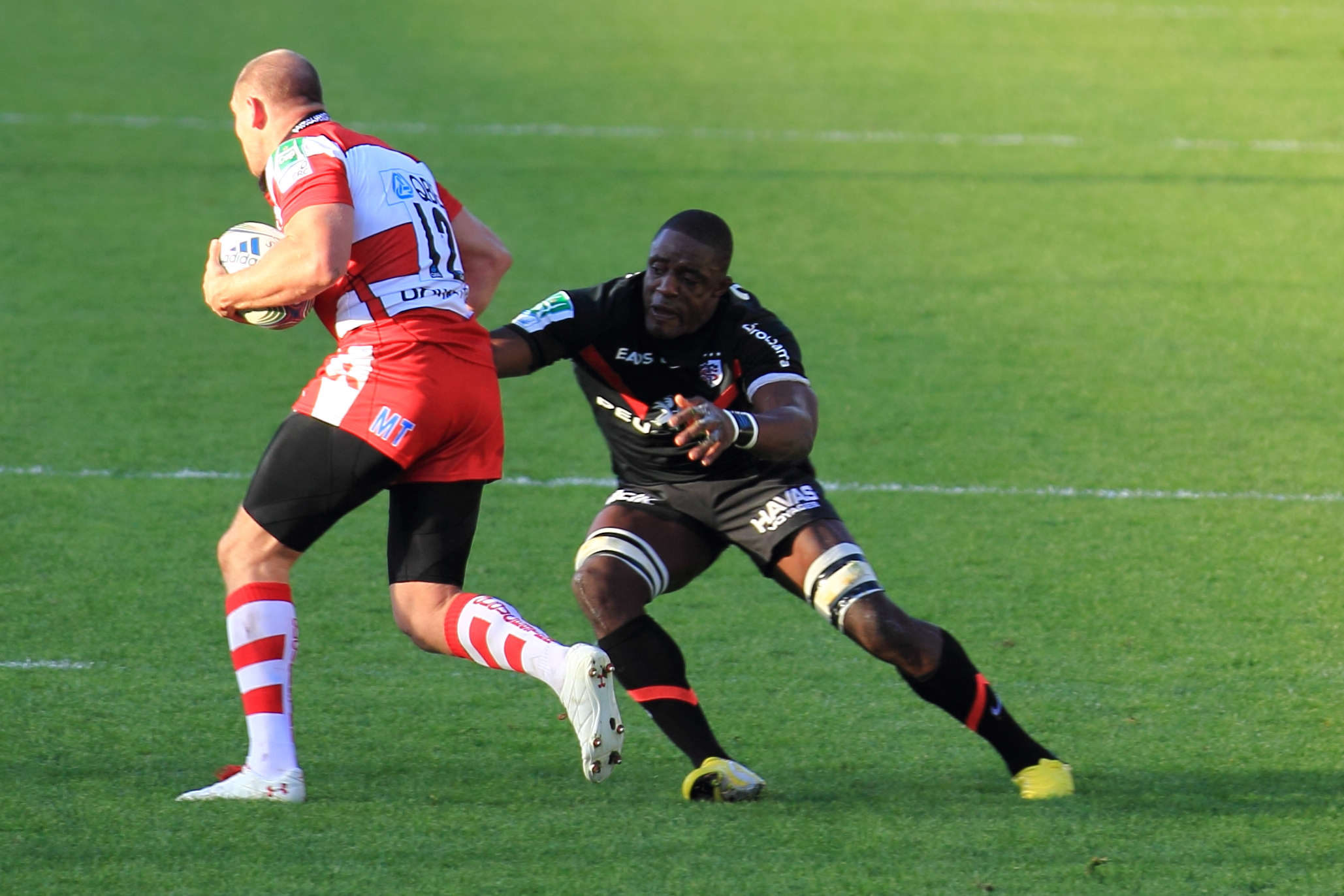
Tindall na Heineken Cup, 13. prosince 2011

V novém týmu opět hrál ve středu hřiště (společně s Henrym Paulem) s dresem číslo 13., na mezinárodní úrovni mu byl přidělen dres 12. Tato sestava byla často kritizována a Tindall strávil většinu sezóny buďto na lavičce, nebo tím, že na hřišti předváděl špatnou kondici. V průběhu sezóny pořádal Tindall oslavu narozenin jeho přítelkyně, které se účastnil i Paul a trenér Gloucester Rugby Dean Ryan. Henry Paul se při této oslavě pohádali a Paul Ryana napadl. Paul byl vyloučen z klubu a na jeho místo nastoupil ragbista Jamie Noon, který v sestavě hrál na středu hřiště vedle Tindalla. I tato sestava byla často kritizována.
Během sezóny v roce 2005 se Tindall zotavil z jiného zranění, když se přihlásil na prestižní britský pokerový turnaj. Na tomto turnaji skončil třetí. V sezóně 2006/2007 hrál jen málo, především kvůli zdravotním problémům a zranění lýtka. V té době většinu času seděl na lavičce, až na dva zápasy, kdy zaskakoval za jiné hráče. Krátce nato se ale zranění lýtka zlepšilo a Tindall předvedl výbornou formu, dokonce se stal velkým favoritem v ragby.
Tindall se účastnil i Poháru šesti národů 2007, kde nastoupil v zápase proti Skotsku. Tým vedl nový hlavní trenér, Brian Ashton. Toho samého roku si při zápase proti Newcastlu zlomil nohu a byl nucen zbytek sezóny vynechat. To ale nebránilo tomu, aby se účastnil Mistrovství světa v ragby 2007. Po zotavení se v říjnu 2007 se vrátil téměř pohádkově do hry, kde předvedl výbornou kondici.
7. prosince 2007 při utkání proti Bourgoin v Poháru Heineken utrpěl Tindall další zranění nohy. Tentokrát se jednalo o těžké zranění holeně, což bylo o to horší, že vážné problémy s holení měl i po zápase s Newcastlem, kdy si zlomil nohu. Navzdory tomu se rychle zotavil a ještě ten rok se vrátil do hry.
V únoru 2008 byl Brian Ashton jmenován trenérem pro nadcházející Pohár šesti národů. Toho se účastnil i Mike Tindall a při zápasu proti Walesu dne 2. února 2008 jej náhodou kopl Mark Jones do hrudníku. Tindall musel být na nosítkách odnesen z hřiště a s vnitřním krvácením byl odstoupil z turnaje.
Na tiskové konferenci, která se konala krátkou dobu po tomto zápasu, Tindall uvedl, že byl rád, že vůbec přežil, i přesto se ale těší na návrat do ragby. V lednu 2008 pak podepsal prodloužení smlouvy s Gloucester až do roku 2011. Avšak v červnu 2012 se Tindall rozhodl zkrátit trvání smlouvy na jeden rok, nakonec smlouvu ale znovu prodloužil. I přesto 15. července 2014 oznámil svůj odchod do důchodu v rámci hraní ragby.
Po odchodu do důchodu se Tindall rozhodl trénovat amatérský klub Minchinhampton RFC.